# Franz Hudtwalcker
Franz Hudtwalcker Rey (Lima, 27 de junio de 1988) es un futbolista peruano. Juega de delantero y actualmente está sin equipo. Tiene 36 años

## Clubes
| Club                | País | Año       |
| ------------------- | ---- | --------- |
| Deportivo Municipal | Perú | 2008-2009 |
| Deportivo Coopsol   | Perú | 2010-2011 |
| León de Huánuco     | Perú | 2011      |
| José Gálvez         | Perú | 2012      |
| Regatas Lima        | Perú | 2014      |